# 376 av. J.-C.
Cette page concerne l'année 376 av. J.-C. du calendrier julien proleptique.

## Événements
- Printemps : les Thébains interdisent aux Lacédémoniens l’accès de la Béotie en bloquant les passes du Cithéron[1].
- Fin de l’été, guerre gréco-punique : le général carthaginois Himilcon, fils de Magon tué en 377, bat les troupes syracusaines de Denys à la bataille de Cronion, près de Panormos en Sicile[2]. Denys doit renouveler la paix de 405 av. J.-C. et laisse la Sicile occidentale à Carthage.
- Septembre : bataille de Naxos[3]. Sparte envoie le navarque Pollis avec 70 vaisseaux pour bloquer les convois de blé athéniens au cap Geraistos, au sud de l’Eubée. Le blocus est levé par la victoire de la flotte du stratège athénien Chabrias à Naxos. Athènes retrouve la maîtrise de la mer Égée (les Cyclades se rallient à la confédération).
- Entrée en charge à Rome de tribuns militaires à pouvoir consulaire : Servius Cornelius Maluginensis, Licinus Menentius Lanatus, Servius Sulpicius Praetextatus, Lucius Papirius Mugillanus[4]. Proposition des tribuns de la plèbe Caius Licinius Stolon et Lucius Sextius Lateranus pour le règlement de la crise des dettes, de la question agraire et du partage du consulat entre plébéiens. Les patriciens font bloquer ces propositions par des tribuns qui leur sont favorables[5]. Les tribuns de la plèbe Caius Licinius Stolon et Lucius Sextius Lateranus sont constamment réélus pendant quatre ans.
- Les Triballes menacent Abdère, qui est sauvée grâce à l'intervention de Chabrias en 375 av. J.-C.[6].